# 日寧縣

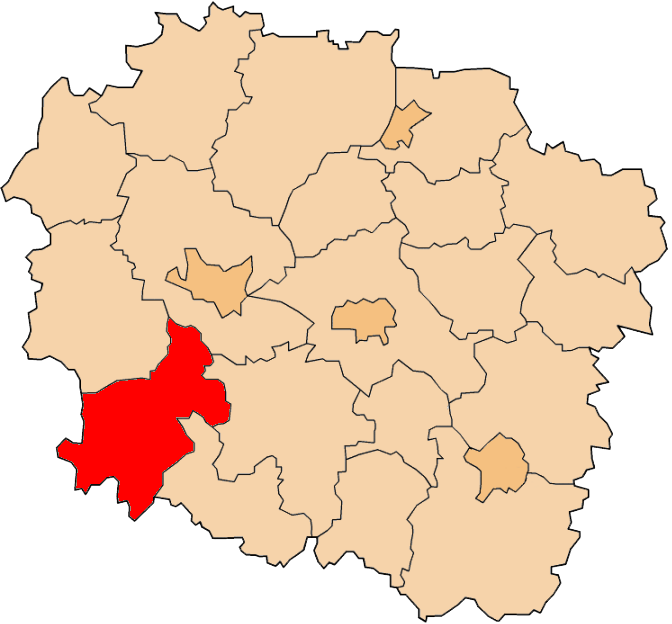

52°51′N 17°42′E / 52.850°N 17.700°E
日寧縣（波蘭語：Powiat żniński），是波蘭的縣份，位於該國中北部，由庫亞維-波美拉尼亞省負責管轄，首府設於日寧，面積985平方公里，2006年人口69,763，人口密度每平方公里71人。